# Sugar Mountain
Sugar Mountain es una película de thriller americana  dirigida por Richard Grayt y escrita por Abe Pogos. La película es protagonizada por Cary Elwes, Jason Momoa, Drew Roy, Haley Webb, y Shane Coffey. La filmación de la película empezó el 10 de marzo del 2014 en Seward, Alaska y acabó el 18 de abril.
Dos hermanos deciden fingir su desaparición en las montañas de Alaska. Su idea es tener una gran historia que contar a su regreso, pero su aventura en la naturaleza empieza a volverse mucho más real de lo que planeaban en un primer momento

## Reparto
- Cary Elwes es Jim Huxley.[1]
- Jason Momoa es Joe Brillante.[1]
- Drew Roy es Miles Oeste.[1]
- Haley Webb es Lauren Huxley.[1]
- Shane Coffey es Liam Oeste.[1]
- Melora Walters es Tracey Huxley.[2]
- Anna Hutchison es Angie Miller.[2]
- John Karna es Josh Miller.[2]